# Alexfloydia
Alexfloydia is een geslacht uit de grassenfamilie (Poaceae). De enige soort uit dit geslacht (Alexfloydia repens) komt voor in Australazië. Het geslacht werd genoemd naar Alex Floyd, de ontdekker.